# Powiat wadowicki
Powiat wadowicki – powiat w Polsce (województwo małopolskie) z siedzibą w Wadowicach. Powiat został utworzony w ramach reformy administracyjnej z 1999.
Według danych z 31 grudnia 2019 roku powiat zamieszkiwało 160 006 osób. Natomiast według danych z 30 czerwca 2020 roku powiat zamieszkiwało 159 971 osób.
Największym miastem powiatu jest Andrychów, a pozostałymi miastami są Kalwaria Zebrzydowska i Wadowice, w latach 2016, 2022-2023 Lanckorona próbowała uzyskać prawa miejskie, lecz bez powodzenia.

## Położenie i ukształtowanie terenu
Powiat wadowicki obejmuje 645 km². Położony jest w zachodniej części województwa małopolskiego, na Pogórzu Karpackim. W zachodniej części leży na Pogórzu Śląskim, w południowej w Beskidzie Małym, a w północno-wschodniej na Pogórzu Wielickim. Obejmuje obszar w dorzeczu Skawy. 61% powierzchni powiatu stanowią użytki rolne, a 23% użytki leśne.

### Podział administracyjny
W skład powiatu wchodzi 10 gmin, w tym 3 miejsko-wiejskie: Wadowice, Andrychów i Kalwaria Zebrzydowska, oraz 7 wiejskich: Brzeźnica, Lanckorona, Mucharz, Spytkowice, Stryszów, Tomice i Wieprz.
| Gmina                  | Liczba sołectw | Powierzchnia w km² |
| ---------------------- | -------------- | ------------------ |
| Gminy miejsko-wiejskie |                |                    |
| Andrychów              | 8              | 100,40             |
| Kalwaria Zebrzydowska  | 13             | 75,32              |
| Wadowice               | 15             | 113                |
| Gminy wiejskie         |                |                    |
| Brzeźnica              | 15             | 66,3               |
| Lanckorona             | 5              | 40,61              |
| Mucharz                | 7              | 37,32              |
| Spytkowice             | 6              | 47,03              |
| Stryszów               | 6              | 46,05              |
| Tomice                 | 6              | 41,73              |
| Wieprz                 | 6              | 74,51              |
| Powiat                 | 86             | 645,74             |

### Infrastruktura komunikacyjna
Sieć dróg tworzą:
- droga krajowa nr 52: Bielsko-Biała – Głogoczów
- droga krajowa nr 28: Zator – Medyka
- droga krajowa nr 44: Gliwice – Kraków
- droga wojewódzka nr 953: Kalwaria Zebrzydowska – Skawina
- droga wojewódzka nr 781: Chrzanów – Łękawica

W przyszłości droga 52 zwana Beskidzką Drogą Integracyjną ma mieć dwie jezdnie po dwa pasy ruchu w każdą stronę i biec nowym śladem, tworząc równocześnie obwodnicę miasta. Obecnie trwa opracowywanie wariantów przebiegu drogi.
| ogółem | krajowe | wojewódzkie | powiatowe | gminne |
| ------ | ------- | ----------- | --------- | ------ |
| 1524,7 | 82      | 33,5        | 326       | 1083,2 |

System transportu kolejowego tworzy kilka linii:
- 94 : relacji Kraków Płaszów – Oświęcim
- 117 : relacji Kalwaria Zebrzydowska Lanckorona – Bielsko-Biała
- 103 : relacji Trzebinia – Wadowice (ruch towarowy)
- 97 : relacji Skawina – Żywiec

## Demografia

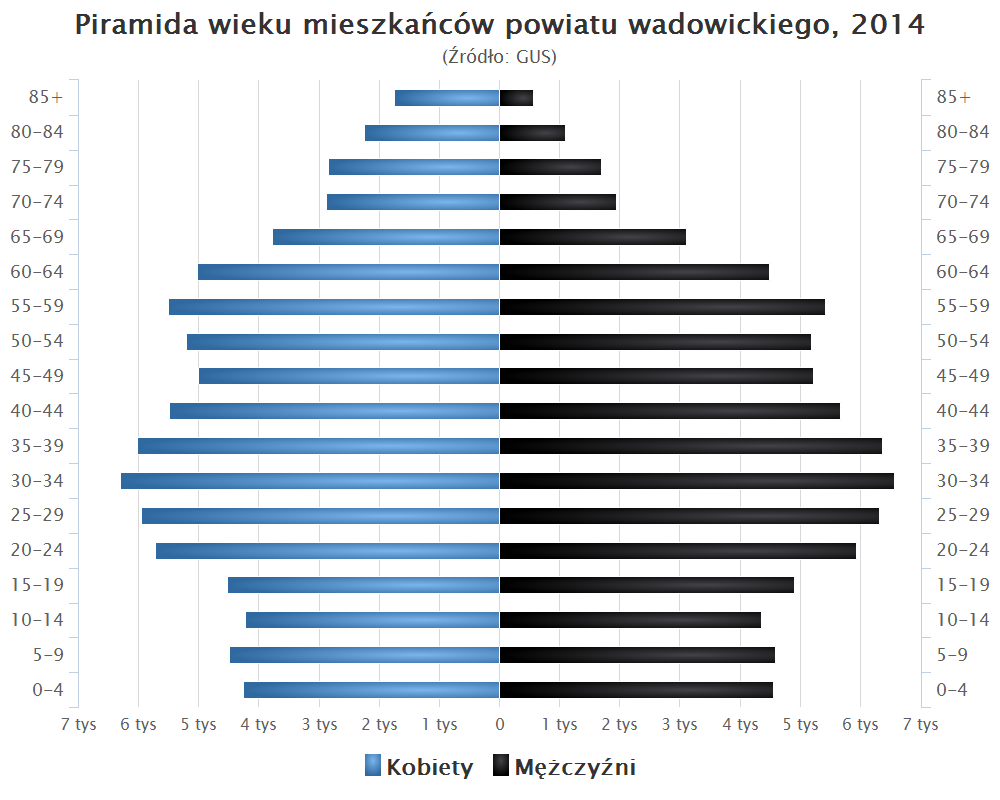
Piramida wieku mieszkańców powiatu wadowickiego w 2014 roku

Według danych z 2009 powiat zamieszkuje 155 923 mieszkańców, wskaźnik gęstości zaludnienia to 242 osób/km². Ze względu na poziom gęstości zaludnienia oraz liczbę mieszkańców wśród gmin najwyższą wartość posiada gmina Andrychów (42 984 mieszkańców, 428 osób na 1 km²), natomiast najmniejszą Mucharz (3856 mieszkańców, 103 osoby na 1 km²).
| Gmina                         | Liczba ludności | Mężczyźni (osób) | Kobiety (osób) | Gęstość zaludnienia (osób/km²) |
| ----------------------------- | --------------- | ---------------- | -------------- | ------------------------------ |
| Andrychów miasto:             | 42 984          | 20 954           | 22 030         | 428                            |
| Andrychów miasto:             | 21 341          | 10 223           | 11 118         | 2 066                          |
| Brzeźnica                     | 9781            | 4779             | 5002           | 147                            |
| Kalwaria Zebrzydowska miasto: | 19 500          | 9571             | 9929           | 259                            |
| Kalwaria Zebrzydowska miasto: | 4477            | 2177             | 2300           | 814                            |
| Lanckorona                    | 5913            | 2911             | 3002           | 146                            |
| Mucharz                       | 3856            | 1941             | 1915           | 103                            |
| Spytkowice                    | 10 025          | 4898             | 5127           | 201                            |
| Stryszów                      | 6658            | 3260             | 3398           | 145                            |
| Tomice                        | 7433            | 3663             | 3770           | 179                            |
| Wadowice miasto:              | 37 975          | 18 352           | 19 623         | 337                            |
| Wadowice miasto:              | 19 305          | 9064             | 10 241         | 1832                           |
| Wieprz                        | 11 798          | 5955             | 5843           | 142                            |
| Powiat miasto: wieś:          | 155 923         | 76 284           | 79 639         | 242                            |
| Powiat miasto: wieś:          | 45 123          | 21 464           | 23 659         | 1570                           |
| Powiat miasto: wieś:          | 110 800         | 54 820           | 55 980         | 214                            |

| Płeć      | Ogółem  | Przedprodukcyjny | Produkcyjny  | Poprodukcyjny |
| --------- | ------- | ---------------- | ------------ | ------------- |
| Płeć      | Ogółem  | < 15 lat         | 15–59/64 lat | > 59/64 lat   |
| Ogółem    | 155 923 | 26 399           | 105 659      | 23 865        |
| Mężczyźni | 76 284  | 13 503           | 55 259       | 7522          |
| Kobiety   | 16 130  | 12 896           | 50 400       | 16 343        |

| Rok  | Ogółem  | Miasto | Wieś    |
| ---- | ------- | ------ | ------- |
| 1999 | 152 785 | 46 351 | 106 434 |
| 2000 | 153 328 | 46 157 | 107 171 |
| 2001 | 153 803 | 46 141 | 107 662 |
| 2002 | 153 045 | 46 149 | 106 896 |
| 2003 | 153 438 | 45 873 | 107 565 |
| 2004 | 153 781 | 45 648 | 108 133 |
| 2005 | 154 201 | 45 408 | 108 793 |
| 2006 | 154 440 | 45 352 | 109 088 |
| 2007 | 154 899 | 45 204 | 109 695 |
| 2008 | 155 515 | 45 044 | 110 471 |
| 2009 | 155 923 | 45 123 | 110 800 |

Grupy wiekowe (dane z 2009)

## Religia
- Kościół rzymskokatolicki: 56 parafii;
- Protestantyzm: Kościół Zielonoświątkowy w RP (1 zbór); Kościół Chrześcijan Dnia Sobotniego (1 zbór); Kościół Adwentystów Dnia Siódmego (2 zbory);
- Świadkowie Jehowy: 3 zbory[8][9];
- Zrzeszenie Wolnych Badaczy Pisma Świętego: (1 zbór).

## Gospodarka

### Przedsiębiorczość
Powiat wadowicki posiada stosunkowo dobrze rozwiniętą małą i średnią przedsiębiorczość, często o wieloletnich tradycjach (głównie w meblarstwie).
Pod koniec grudnia 2003 r. działalność gospodarczą w powiecie prowadziło 14725 jednostek gospodarczych. Sektor prywatny będący własnością osób fizycznych stanowił 83,7%, jednostki budżetowe i komunalne – 2,4%, a spółki prawa handlowego – 2,3%.
Dynamika wzrostu liczby firm jest zróżnicowana w poszczególnych gminach. W powiecie wadowickim wskaźnik ilości zarejestrowanych firm w przeliczeniu na 1000 mieszkańców wynosi 88/1000.

### Przemysł
Główne branże to: przemysł spożywczy (Wadowice), maszynowy, włókienniczy (Andrychów) oraz drzewny i obuwniczy (Kalwaria Zebrzydowska).
- Na terenie Andrychowa, największego ośrodka przemysłowego powiatu, funkcjonują zakłady przemysłowe, takie jak: Andrychowskich Zakładów Przemysłu Bawełnianego Andropol S.A., Wytwórni Silników Wysokoprężnych Andoria S.A. i Andrychowskiej Fabryki Maszyn.
- Drugim ośrodkiem gospodarczym są Wadowice. Swoje siedziby mają tu przedsiębiorstwa Maspex i Skawa, Fabryka Elementów Hydrauliki (z grupy NFI), filia Bumar-Łabędy i Met-Chem (branża chemiczno-metalowa). Wadowice są również ośrodkiem finansowym. Znajduje się tu siedem oddziałów banków.
- Na terenie miasta i gminy Kalwaria Zebrzydowska funkcjonuje ok. 1000 zakładów stolarskich i szewskich oraz sieć hurtowni materiałów oraz akcesoriów do tego typu produkcji, a także zakłady kooperujące.

### Rolnictwo
Pozostałą część powiatu stanowią głównie niewielkie (średnia powierzchnia gospodarstwa wynosi 1,99 ha) indywidualne gospodarstwa rolne typu rodzinnego. W ostatnich latach na terenach rolniczych rozwinęła się sieć małych placówek handlowych. Obszar powiatu pokrywają gleby brunatne kwaśne i pseudobielicowe, gdzie dominują gleby I, II i III klasy bonitacyjnej – 43,5% (większość gleb posiada III klasę). Pozostałe gleby należą do klasy IV – 49,9% oraz V – 6,6%.
| Użytki rolne  | Użytki rolne  | Użytki rolne | Użytki rolne | Użytki rolne | Lasy i grunty leśne | Pozostałe grunty |
| Razem         | Grunty orne   | Sady         | Łąki         | Pastwiska    | Lasy i grunty leśne | Pozostałe grunty |
| ------------- | ------------- | ------------ | ------------ | ------------ | ------------------- | ---------------- |
| 37 713 (58,4) | 29 262 (45,3) | 693 (1,1)    | 6399 (9,9)   | 1359 (2,1)   | 15 596 (24,1)       | 11 265 (17,4)    |

| ogółem | 0 – 1 ha    | 1 – 2 ha    | 2 – 5 ha    | 5 – 10 ha | 10 – 15 ha | pow. 15 ha |
| ------ | ----------- | ----------- | ----------- | --------- | ---------- | ---------- |
| 20 908 | 9430 (45,1) | 6093 (29,1) | 4590 (21,9) | 618 (2,9) | 99 (0,5)   | 78 (0,4)   |

| Ogółem | Zboża       | Strączkowe | Ziemniaki | Przemysłowe | Pastewne   | Pozostałe |
| ------ | ----------- | ---------- | --------- | ----------- | ---------- | --------- |
| 17 393 | 12 344 (71) | 8 (0)      | 2963 (17) | 105 (0,6)   | 1353 (7,8) | 620 (3,6) |

| Bydło      | Bydło      | Trzoda chlewna | Trzoda chlewna | Owoce     | Konie     | Drób ogółem    |
| Ogółem     | Krowy      | Ogółem         | Lochy          | Owoce     | Konie     | Drób ogółem    |
| ---------- | ---------- | -------------- | -------------- | --------- | --------- | -------------- |
| 9538 (3,4) | 5215 (2,9) | 34 349 (6,3)   | 4521 (6,9)     | 665 (0,8) | 884 (2,6) | 1 226 716 (12) |

## Walory turystyczne
Powiat wadowicki, zajmujący fragment Beskidu Małego i Średniego w dorzeczu rzeki Skawy, o silnie sfalowanych wzniesieniach i łagodnych dolinach, obfitujący w różnorodne walory i sprzyja uprawianiu form turystyki o charakterze religijnym, kulturowym i przyrodniczym.
Turystyka religijna przyciąga najwięcej turystów i pielgrzymów, szczególnie w okresie wydarzeń religijnych i kulturowych. Do najważniejszych atrakcji turystycznych należą:
- Wadowice, rodzinne miasto Karola Wojtyły – Jana Pawła II, gdzie można zobaczyć jego dom rodzinny oraz inne miejsca upamiętniające jego życie,
- Sanktuarium pasyjno-maryjne w Kalwarii Zebrzydowskiej wraz z odbywającymi się tu co roku Chwalebnym Misterium Męki Pańskiej w Wielkim Tygodniu oraz Misterium Pogrzebu i Triumfu Matki Bożej w sierpniu,
- Sanktuarium górskie na Groniu Jana Pawła II, miejsce poświęcone pamięci papieża Polaka, gdzie znajduje się m.in. fotel, na którym Jan Paweł II siedział podczas wizyty w Skoczowie w 1995 roku.

W Wadowicach znajdują się liczne zabytki sakralne: Bazylika Ofiarowania NMP, Sanktuarium św. Józefa i Klasztor Karmelitów Bosych, Klasztor Zgromadzenia Sióstr św. Rodziny z Nazaretu, Klasztor Księży Pallotynów.
Ponadto na terenie powiatu znajdują się zabytkowe kościoły drewniane (Barwałd Dolny, Marcyporęba, Nidek, Radocza) jak i murowane oraz klasztory, kaplice i cmentarze.
Turystyka poznawcza – liczne zabytki w postaci:
- zamki: ruiny zamku na Górze Lanckorońskiej, Zamek w Spytkowicach,
- zespoły dworskie i dworsko–parkowe: pałac w Paszkówce, pałac Bobrowskich w Andrychowie, Dworek Emila Zegadłowicza w Wadowicach, zajazd „Stara Poczta” w Izdebniku,
- układy urbanistyczne miast w tym rynek w Lanckoronie – średniowieczny układ urbanistyczny z drewnianymi domami,
- walory kulturowe, krajobrazowe, przyrodnicze oferowane przez Beskid Mały i Średni.

Turystyka aktywna i wypoczynkowa umożliwiająca turystom:
- wypady krajoznawcze na liczne piesze, rowerowe i konne szlaki turystyczne, schroniska turystyczne uzupełniana atrakcjami przyrodniczymi Beskidu Małego i Średniego,
- sportowo-rekreacyjna: niewielkie wyciągi narciarskie i trasy narciarskie, ścianki wspinaczkowe, przystań kajakowa, stadniny i miejsca związane z jazdą konną oraz inne obiekty sportowych skupiona głównie w Wadowicach i Andrychowie,
- rozrywkowe jak Park Miniatur w Inwałdzie.

Istotną formą turystyki na terenie powiatu wadowickiego jest agroturystyka oraz towarzysząca jej produkcja zdrowej żywności.

## Starostowie
- Feliks Zachuta (1923–)[10]
- Piotr Henryk Wąs (–1931)[11]

## Sąsiednie powiaty
- powiat oświęcimski
- powiat chrzanowski
- powiat krakowski
- powiat myślenicki
- powiat suski
- powiat żywiecki (śląskie)
- powiat bielski (śląskie)